# Frederick Brian Pickering

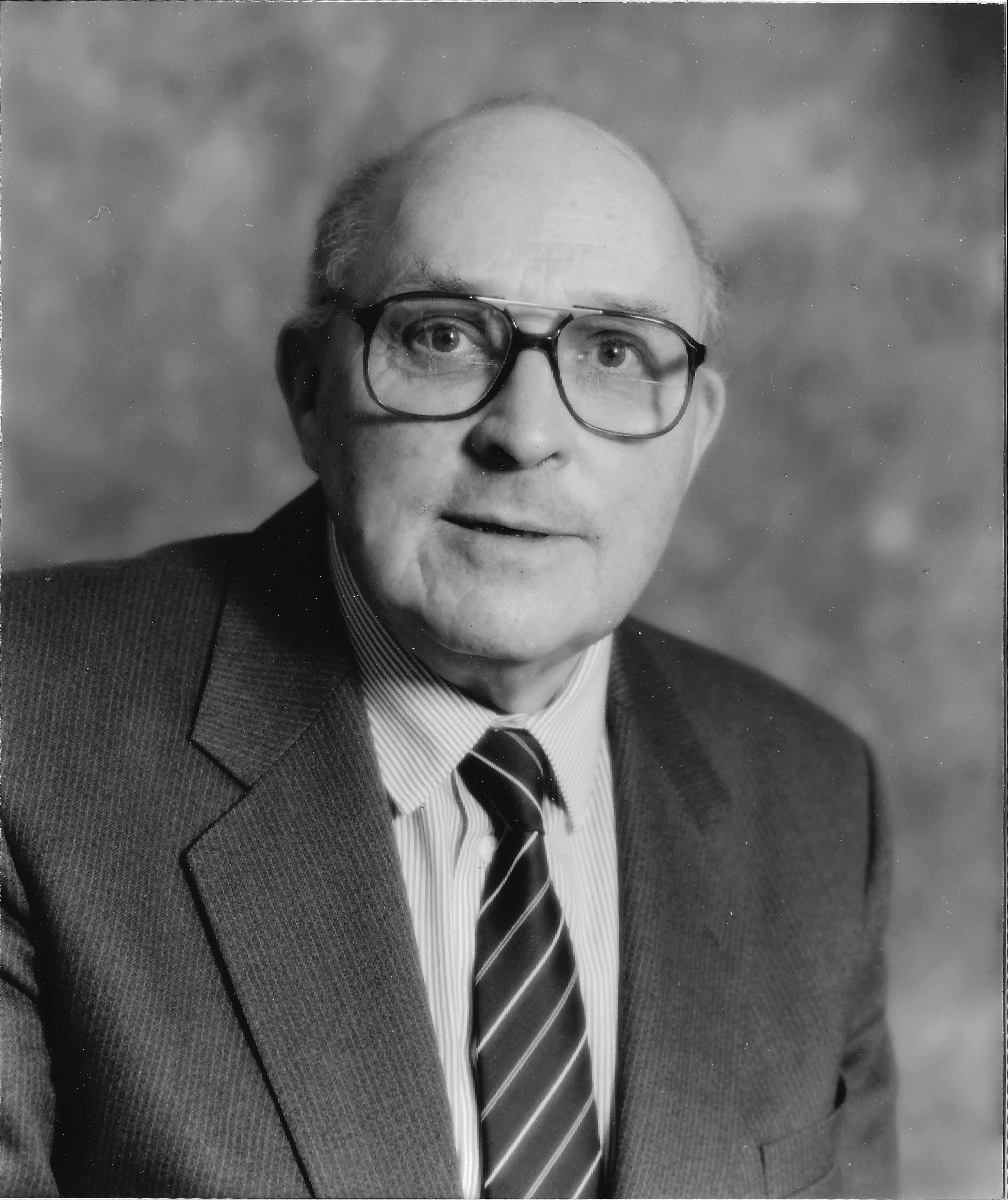

Frederick Brian Pickering (nascido em Rotherham, South Yorkshire) é um engenheiro metalúrgico e cientista inglês de reputação internacional.
O Prof. Pickering trabalhou na British Steel Corporation (Sheffield e Rotherham) e subsequentemente na Universidade Sheffield Hallam . As suas contribuições extensas à metalurgia física de ligas ferrosas ao longo dos anos 60, 70 e 80 foram fundamentais no desenvolvimento dos aços de baixa liga e alta resistência, tão importantes no século XXI.
O seu livro clássico, Physical Metallurgy and the Design of Steels (ISBN 0853347522), publicado originalmente em 1978 pela Applied Science Publishers, London, continua nas listas de leitura indicada da maioria dos cursos universitários de metalurgia e engenharia de materiais.
Pickering recebeu o prêmio Bessemer Gold Medal, pelo Institute of Materials, Minerals and Mining, de Londres em 1997.